# Wikstroemia linearifolia
Wikstroemia linearifolia är en tibastväxtart som beskrevs av H.F. Zhou och C.Y. Chang. Wikstroemia linearifolia ingår i släktet Wikstroemia och familjen tibastväxter. Inga underarter finns listade i Catalogue of Life.